# Bartosz Salamon
Bartosz Salamon (Poznań, 1º maggio 1991) è un calciatore polacco, difensore del Lech Poznań e della nazionale polacca.

## Caratteristiche tecniche

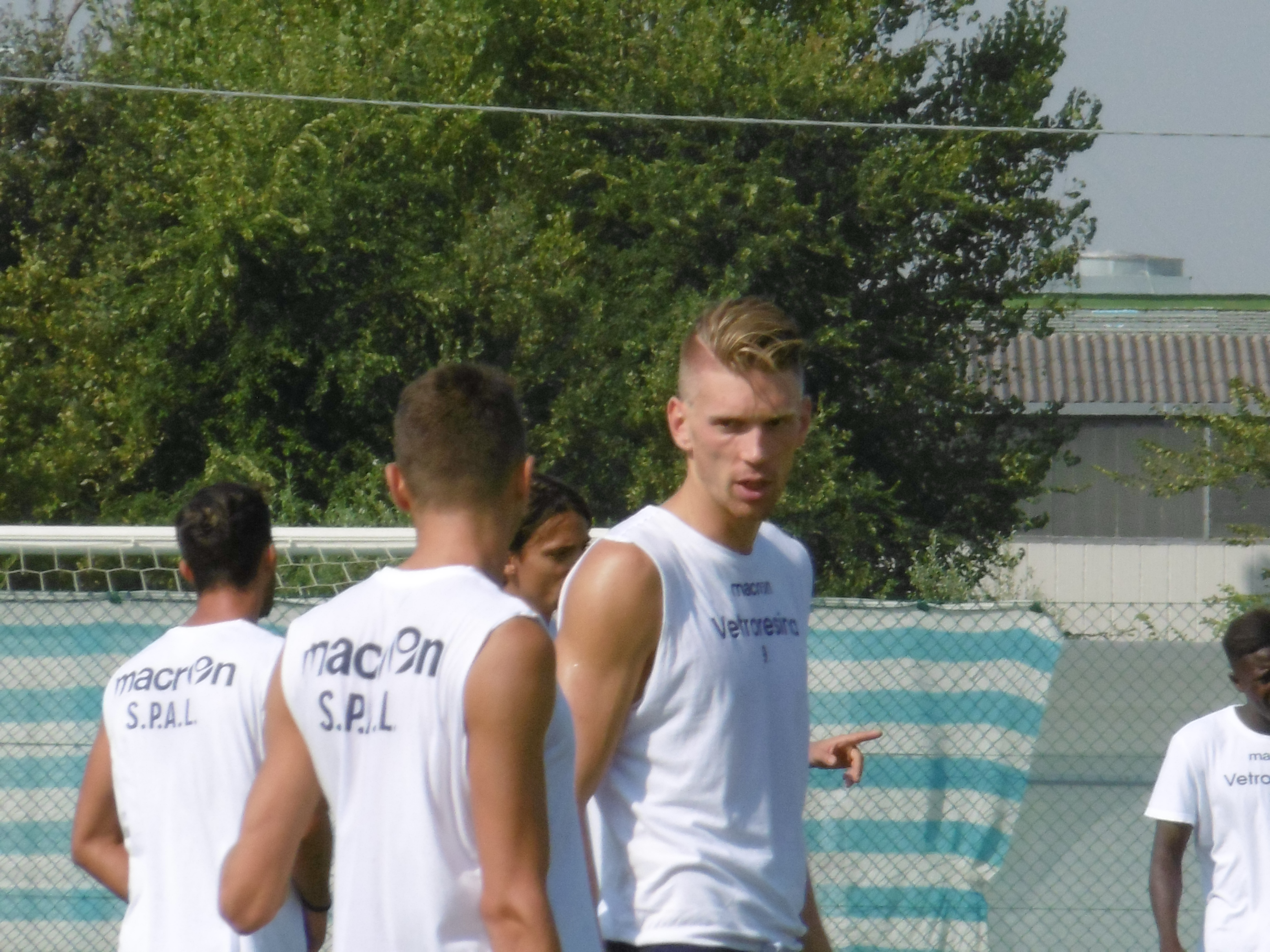
Bartosz Salamon in allenamento con la Spal nel settembre 2017

Ha cominciato la carriera come centrocampista centrale, in possesso di grandi doti fisiche, dotato di visione di gioco e buone qualità tecniche. Un suo difetto è invece l'eccessiva lentezza. A partire dalla stagione 2012-2013 viene collocato come difensore centrale, con il compito anche di impostare l'azione per la propria squadra.

## Carriera

### Club

#### Brescia e il prestito al Foggia
È cresciuto nelle giovanili del Concord di Murowana Goślina, prima di passare nelle giovanili del club della propria città natale, il Lech Poznań. Nel 2006, durante due incontri amichevoli giocati vicino a Porto tra le Nazionali Under-16 di Portogallo e Polonia, viene notato da Maurizio Micheli, allora responsabile degli osservatori del Brescia, che lo contatta e lo porta a Brescia nell'estate del 2007.
L'esordio in prima squadra avviene il 3 maggio 2008, a 17 anni appena compiuti, quando l'allora allenatore dei lombardi Serse Cosmi lo fa subentrare al compagno Riccardo Taddei al 77' minuto della partita Modena-Brescia 0-3. Nella stagione successiva disputa altre 11 partite, di cui 8 dal primo minuto, mentre nel 2009-2010 le presenze in prima squadra sono solamente 4, tutte a partita in corso.
Il 22 luglio 2010 Bartosz viene ceduto in prestito al Foggia di Zdeněk Zeman, in Lega Pro Prima Divisione, dove riesce a disputare 27 partite di campionato impreziosendole da 2 reti: la prima il 21 novembre 2010 nella partita Nocerina-Foggia 3-1, la seconda il 19 febbraio 2011 in Viareggio-Foggia 0-4.
Tornato al Brescia, gioca da titolare la prima di campionato contro il Vicenza, in cui fornisce al compagno Jonathas l'assist per il definitivo 2-0. Segna il suo primo gol in Serie B il 5 ottobre 2011 nel 2-2 interno con il Gubbio. Conclude la stagione ottenendo 25 presenze e un gol in campionato.
La stagione seguente viene re-inventato dal nuovo mister, Alessandro Calori, come difensore centrale in una difesa a 3; gioca con la maglia delle Rondinelle in metà campionato altre 21 partite, riuscendo ad andare in gol 3 volte.

#### Milan e Sampdoria
Il 31 gennaio 2013, ultimo giorno del calciomercato invernale, passa al Milan a titolo definitivo per 3,5 milioni di euro, con un contratto valido fino al 30 giugno 2017. Tuttavia non trova spazio nella formazione milanese, non venendo mai schierato in campo dal mister Massimiliano Allegri nella restante parte della stagione.
L'11 luglio 2013 viene ceduto in compartecipazione alla Sampdoria, nell'ambito dell'operazione che porta Andrea Poli in rossonero; il calciatore polacco sceglie di indossare la maglia numero 4. Il 9 gennaio 2014 compie il suo esordio in maglia blucerchiata giocando dal primo minuto la partita di Coppa Italia Roma-Sampdoria 1-0. Il 23 marzo 2014, all'80º minuto della partita Sampdoria-Verona 5-0, esordisce in Serie A subentrando al compagno di squadra Angelo Palombo. Termina la sua stagione con solamente 2 presenze in campionato e 1 in Coppa Italia.
Il 9 giugno 2014 la Samp comunica di aver acquisito a titolo definitivo dal Milan l'intero cartellino del calciatore.

#### Prestito al Pescara
Il 1º settembre 2014 si trasferisce a titolo temporaneo al Pescara in Serie B. Nella formazione abruzzese gioca 31 partite con 1 gol di Campionato e 5 dei playoff promozione persi in finale contro il Bologna, piazzandosi 7º nella Top 15 dei difensori di Serie B secondo una classifica stilata dalla Lega Serie B. Il 28 giugno 2015 il calciatore annuncia la fine del prestito al club abruzzese, tornando così in blucerchiato.

#### Cagliari
Il 31 agosto 2015 si trasferisce a titolo definitivo al Cagliari firmando un contratto quinquennale. Si tratta, inoltre, del primo calciatore polacco a vestire la maglia del club sardo. Il 9 dicembre 2015 segna il suo primo gol con la nuova squadra in occasione della partita Virtus Lanciano-Cagliari (1-3), valevole per la 17ª giornata del campionato cadetto. Con 33 presenze impreziosite da 2 reti, contribuisce alla vittoria del campionato cadetto e alla promozione del Cagliari in Serie A.

#### SPAL

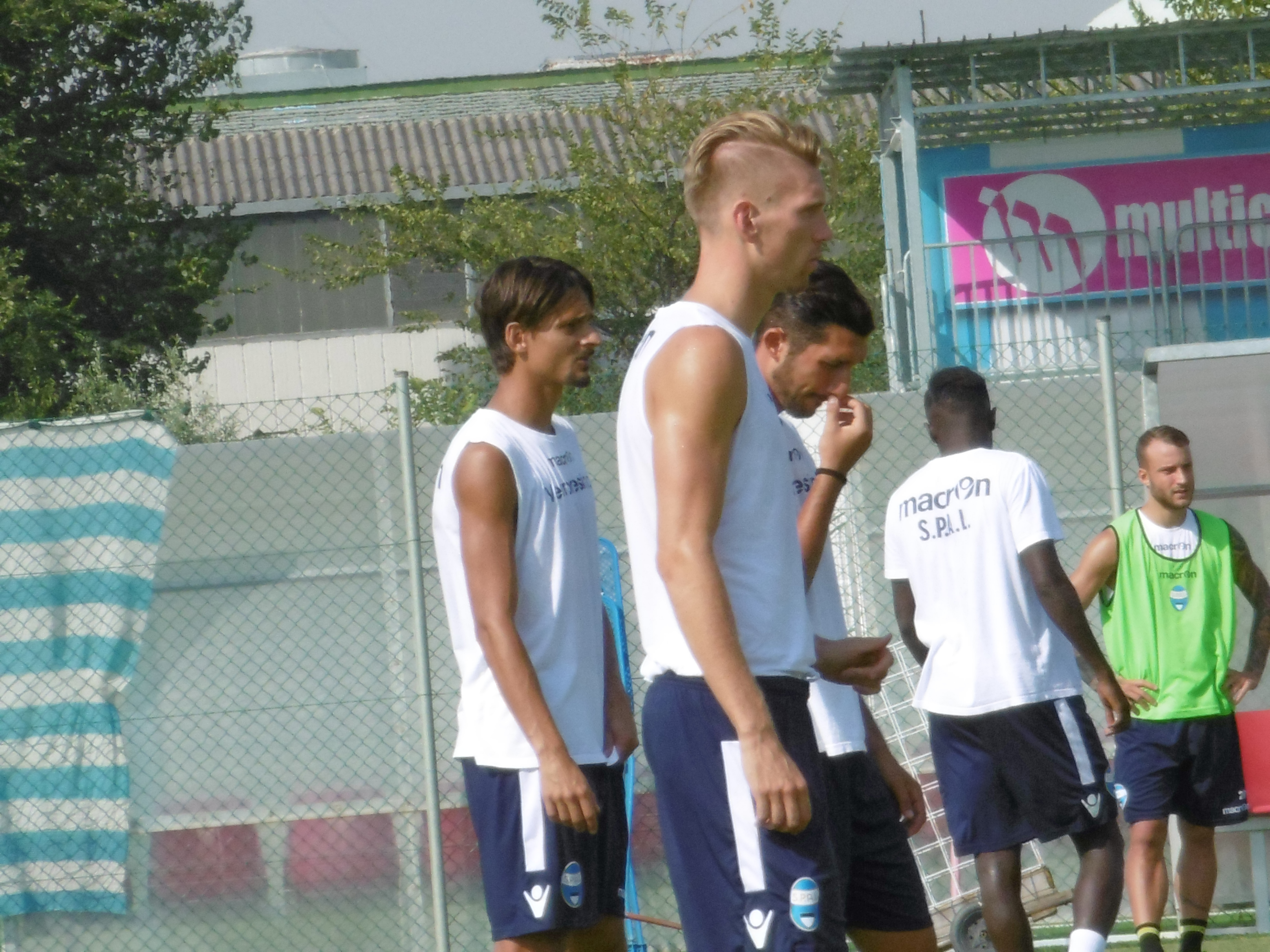
Felipe, Salamon e Filippo Costa in allenamento con la Spal nel settembre 2017

Il 19 agosto 2017 passa in prestito con diritto di riscatto (legato alla salvezza della squadra estense) alla SPAL, neopromossa in Serie A. Con 22 presenze contribuisce alla salvezza degli spallini e, come da clausola, passa interamente alla squadra ferrarese.

#### Frosinone e SPAL
Il 9 agosto 2018 viene ufficializzato il suo trasferimento in prestito con obbligo di riscatto al determinarsi di determinate condizioni al Frosinone.
Esordisce col Frosinone nella gara di Coppa Italia giocata contro il Südtirol.
Al termine della stagione rientra alla SPAL. Il 3 ottobre 2020 segna il primo gol con gli spallini, siglando il momentaneo vantaggio nella sfida contro il Cosenza, terminata sull'1-1.

#### Il ritorno in Polonia
Il 9 gennaio 2021, il Lech Poznań annuncia di aver acquistato a titolo definitivo Salamon, cresciuto nel vivaio proprio dei Kolejorz. Esordisce con la nuova maglia il 30 gennaio successivo, nella gara di campionato sul campo del Górnik Zabrze, che segna anche il suo esordio nel calcio professionistico polacco. Realizza il suo primo gol con la maglia della squadra della sua città il 7 marzo, nella trasferta vittoriosa contro il Pogon Szczecin.
Riconfermato nella stagione 2021-2022, resta titolare nelle gerarchie del tecnico Skorża, e il 6 agosto 2021, con un forte destro dal limite dell'area, realizza il gol che sblocca la partita contro il Cracovia. A maggio 2022 si laurea campione di Polonia.

### Nazionale
Dopo aver fatto tutta la trafila delle nazionali giovanili polacche, il 2 settembre 2011 esordisce in Under-21 nella partita contro i pari età dell'Albania, valida per le qualificazioni all'Europeo 2013 di categoria.
Il 26 marzo 2013 debutta nella nazionale maggiore giocando da titolare per 87 minuti la gara casalinga contro San Marino, valevole per le qualificazioni al Mondiale 2014.
Viene convocato per gli Europei 2016 in Francia.

## Statistiche

### Presenze e reti nei club
Statistiche aggiornate al 25 maggio 2024.
| Stagione           | Squadra            | Campionato         | Campionato | Campionato | Coppe nazionali | Coppe nazionali | Coppe nazionali | Coppe continentali | Coppe continentali | Coppe continentali | Altre coppe | Altre coppe | Altre coppe | Totale | Totale |
| Stagione           | Squadra            | Comp               | Pres       | Reti       | Comp            | Pres            | Reti            | Comp               | Pres               | Reti               | Comp        | Pres        | Reti        | Pres   | Reti   |
| ------------------ | ------------------ | ------------------ | ---------- | ---------- | --------------- | --------------- | --------------- | ------------------ | ------------------ | ------------------ | ----------- | ----------- | ----------- | ------ | ------ |
| 2007-2008          | Brescia            | B                  | 1          | 0          | CI              | -               | -               | -                  | -                  | -                  | -           | -           | -           | 1      | 0      |
| 2008-2009          | Brescia            | B                  | 11         | 0          | CI              | 0               | 0               | -                  | -                  | -                  | -           | -           | -           | 11     | 0      |
| 2009-2010          | Brescia            | B                  | 4          | 0          | CI              | 2               | 1               | -                  | -                  | -                  | -           | -           | -           | 6      | 1      |
| 2010-2011          | Foggia             | 1D                 | 27         | 2          | CI-LP           | 5               | 0               | -                  | -                  | -                  | -           | -           | -           | 32     | 2      |
| 2011-2012          | Brescia            | B                  | 25         | 1          | CI              | 0               | 0               | -                  | -                  | -                  | -           | -           | -           | 25     | 1      |
| 2012-gen. 2013     | Brescia            | B                  | 21         | 3          | CI              | 1               | 0               | -                  | -                  | -                  | -           | -           | -           | 22     | 3      |
| Totale Brescia     | Totale Brescia     | Totale Brescia     | 62         | 4          |                 | 3               | 1               |                    | -                  | -                  |             | -           | -           | 65     | 5      |
| gen.-giu. 2013     | Milan              | A                  | 0          | 0          | CI              | -               | -               | UCL                | 0                  | 0                  | -           | -           | -           | 0      | 0      |
| 2013-2014          | Sampdoria          | A                  | 2          | 0          | CI              | 1               | 0               | -                  | -                  | -                  | -           | -           | -           | 3      | 0      |
| ago. 2014          | Sampdoria          | A                  | 0          | 0          | CI              | 1               | 0               | -                  | -                  | -                  | -           | -           | -           | 1      | 0      |
| Totale Sampdoria   | Totale Sampdoria   | Totale Sampdoria   | 2          | 0          |                 | 2               | 0               |                    | -                  | -                  |             | -           | -           | 4      | 0      |
| set. 2014-2015     | Pescara            | B                  | 31+5       | 1          | CI              | 1               | 0               | -                  | -                  | -                  | -           | -           | -           | 37     | 1      |
| 2015-2016          | Cagliari           | B                  | 33         | 2          | CI              | 1               | 0               | -                  | -                  | -                  | -           | -           | -           | 34     | 2      |
| 2016-2017          | Cagliari           | A                  | 15         | 0          | CI              | 2               | 0               | -                  | -                  | -                  | -           | -           | -           | 17     | 0      |
| Totale Cagliari    | Totale Cagliari    | Totale Cagliari    | 48         | 2          |                 | 3               | 0               |                    | -                  | -                  |             | -           | -           | 51     | 2      |
| 2017-2018          | SPAL               | A                  | 22         | 0          | CI              | 0               | 0               | -                  | -                  | -                  | -           | -           | -           | 22     | 0      |
| 2018-2019          | Frosinone          | A                  | 20         | 0          | CI              | 1               | 0               | -                  | -                  | -                  | -           | -           | -           | 21     | 0      |
| 2019-2020          | SPAL               | A                  | 7          | 0          | CI              | 0               | 0               | -                  | -                  | -                  | -           | -           | -           | 7      | 0      |
| 2020-gen.2021      | SPAL               | B                  | 7          | 2          | CI              | 1               | 0               | -                  | -                  | -                  | -           | -           | -           | 8      | 2      |
| Totale S.P.A.L.    | Totale S.P.A.L.    | Totale S.P.A.L.    | 36         | 2          |                 | 1               | 0               |                    | -                  | -                  |             | -           | -           | 37     | 2      |
| gen.-mag. 2021     | Lech Poznań        | E                  | 13         | 1          | PP              | 1               | 0               | -                  | -                  | -                  |             | -           | -           | 14     | 1      |
| 2021-2022          | Lech Poznań        | E                  | 25         | 3          | PP              | 1               | 0               | -                  | -                  | -                  | -           | -           | -           | 26     | 3      |
| 2022-2023          | Lech Poznań        | E                  | 10         | 0          | PP              | 0               | 0               | UECL               | 4                  | 0                  |             | -           | -           | 14     | 0      |
| 2023-2024          | Lech Poznań        | E                  | 15         | 0          | PP              | 1               | 0               | -                  | -                  | -                  | -           | -           | -           | 16     | 0      |
| Totale Lech Poznań | Totale Lech Poznań | Totale Lech Poznań | 63         | 4          |                 | 3               | 0               |                    | 4                  | 0                  |             | -           | -           | 70     | 4      |
| Totale carriera    | Totale carriera    | Totale carriera    | 289+5      | 15         |                 | 18              | 1               |                    | 4                  | 0                  |             | -           | -           | 316    | 16     |

### Cronologia presenze e reti in nazionale
| Cronologia completa delle presenze e delle reti in nazionale ― Polonia | Cronologia completa delle presenze e delle reti in nazionale ― Polonia | Cronologia completa delle presenze e delle reti in nazionale ― Polonia | Cronologia completa delle presenze e delle reti in nazionale ― Polonia | Cronologia completa delle presenze e delle reti in nazionale ― Polonia | Cronologia completa delle presenze e delle reti in nazionale ― Polonia | Cronologia completa delle presenze e delle reti in nazionale ― Polonia | Cronologia completa delle presenze e delle reti in nazionale ― Polonia |
| Data                                                                   | Città                                                                  | In casa                                                                | Risultato                                                              | Ospiti                                                                 | Competizione                                                           | Reti                                                                   | Note                                                                   |
| ---------------------------------------------------------------------- | ---------------------------------------------------------------------- | ---------------------------------------------------------------------- | ---------------------------------------------------------------------- | ---------------------------------------------------------------------- | ---------------------------------------------------------------------- | ---------------------------------------------------------------------- | ---------------------------------------------------------------------- |
| 26-3-2013                                                              | Varsavia                                                               | Polonia                                                                | 5 – 0                                                                  | San Marino                                                             | Qual. Mondiali 2014                                                    | -                                                                      | 87’                                                                    |
| 4-6-2013                                                               | Cracovia                                                               | Polonia                                                                | 2 – 0                                                                  | Liechtenstein                                                          | Amichevole                                                             | -                                                                      | 45’                                                                    |
| 7-6-2013                                                               | Chișinău                                                               | Moldavia                                                               | 1 – 1                                                                  | Polonia                                                                | Qual. Mondiali 2014                                                    | -                                                                      |                                                                        |
| 14-8-2013                                                              | Danzica                                                                | Polonia                                                                | 3 – 2                                                                  | Danimarca                                                              | Amichevole                                                             | -                                                                      | 86’                                                                    |
| 10-9-2013                                                              | Serravalle                                                             | San Marino                                                             | 1 – 5                                                                  | Polonia                                                                | Qual. Mondiali 2014                                                    | -                                                                      |                                                                        |
| 24-3-2016                                                              | Poznań                                                                 | Polonia                                                                | 1 – 0                                                                  | Serbia                                                                 | Amichevole                                                             | -                                                                      | 87’                                                                    |
| 26-3-2016                                                              | Breslavia                                                              | Polonia                                                                | 5 – 0                                                                  | Finlandia                                                              | Amichevole                                                             | -                                                                      | 79’                                                                    |
| 6-6-2016                                                               | Cracovia                                                               | Polonia                                                                | 0 – 0                                                                  | Lituania                                                               | Amichevole                                                             | -                                                                      | 46’                                                                    |
| 4-9-2016                                                               | Astana                                                                 | Kazakistan                                                             | 2 – 2                                                                  | Polonia                                                                | Qual. Mondiali 2018                                                    | -                                                                      |                                                                        |
| 24-3-2022                                                              | Glasgow                                                                | Scozia                                                                 | 1 – 1                                                                  | Polonia                                                                | Amichevole                                                             | -                                                                      | 44’                                                                    |
| 27-3-2023                                                              | Varsavia                                                               | Polonia                                                                | 1 – 0                                                                  | Albania                                                                | Qual. Euro 2024                                                        | -                                                                      |                                                                        |
| 26-3-2024                                                              | Cardiff                                                                | Galles                                                                 | 0 – 0 dts (4 – 5 dtr)                                                  | Polonia                                                                | Qual. Euro 2024                                                        | -                                                                      | 80’                                                                    |
| 7-6-2024                                                               | Varsavia                                                               | Polonia                                                                | 3 – 1                                                                  | Ucraina                                                                | Amichevole                                                             | -                                                                      |                                                                        |
| 10-6-2024                                                              | Varsavia                                                               | Polonia                                                                | 2 – 1                                                                  | Turchia                                                                | Amichevole                                                             | -                                                                      | 46’ 47’                                                                |
| 16-6-2024                                                              | Amburgo                                                                | Polonia                                                                | 1 – 2                                                                  | Paesi Bassi                                                            | Euro 2024 - 1º turno                                                   | -                                                                      | 86’                                                                    |
| Totale                                                                 |                                                                        | Presenze                                                               | 15                                                                     |                                                                        | Reti                                                                   | 0                                                                      |                                                                        |

## Palmarès

### Club

#### Competizioni nazionali
- Campionato italiano di Serie B: 1

Cagliari: 2015-2016
- Campionato polacco: 2

Lech Poznań: 2021-2022, 2024-2025